# Ernst Noorman

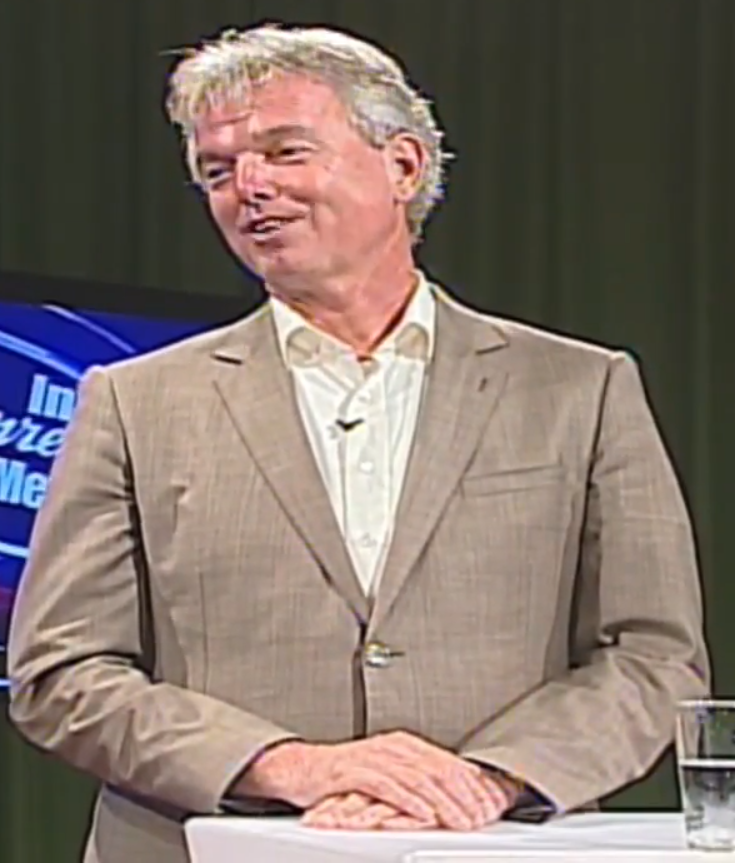
Noorman in 2017

Ernst (Albert) Noorman (Amsterdam, 6 mei 1960) is sinds 2018 ambassadeur in Algemene Dienst Cyber en Veiligheid in Den Haag.
Noorman studeerde in 1987 af in de studie Economische Wetenschappen aan de Universiteit van Amsterdam. Na diverse functies bij het ministerie van Buitenlandse Zaken, het ministerie van Financiën en het ministerie van Binnenlandse Zaken en Koninkrijksrelaties, werd hij in 2010 ambassadeur in Burkina Faso, standplaats Ouagadougou.
Noorman werd in 2013 benoemd tot ambassadeur in Paramaribo, Suriname. Omdat de diplomatieke banden tussen Nederland en Suriname onder druk stonden, functioneerde Noorman als tijdelijk zaakgelastigde ad interim; het duurde nog tot november 2014 voordat Suriname hem als ambassadeur accepteerde. Bij zijn vertrek in 2017 ontstond er opnieuw een controverse toen de Surinaamse regering aangaf dat Anne van Leeuwen, de opvolger van Ernst Noorman, niet welkom was.
Noorman ontving van de Federatie van Oud-strijders en Ex-militairen een oorkonde als dankbetuiging voor zijn ondersteuning aan deze organisatie.
Eind 2018 werd Noorman benoemd tot ambassadeur in Afghanistan. Op 9 april 2020 heeft de rijksministerraad de voordracht tot benoeming tot ambassadeur in Colombia, met standplaats Bogotá, goedgekeurd. Hij was tot september 2023 ambassadeur in Colombia, daarna werd hij ambassadeur in Algemene Dienst Cyber en Veiligheid in Den Haag.